# Bila, Cozmeni
Bila (în ucraineană Біла și în germană Bila) este un sat reședință de comună în raionul Cozmeni din regiunea Cernăuți (Ucraina). Are 612 locuitori, preponderent ucraineni (ruteni).
Satul este situat la o altitudine de 171 metri, pe malul râului Prut, în partea de sud-est a raionului Cozmeni.

## Istorie
Localitatea Bila a făcut parte încă de la înființare din regiunea istorică Bucovina a Principatului Moldovei, fiind atestată documentar în anul 1508. În ianuarie 1775, ca urmare a atitudinii de neutralitate pe care a avut-o în timpul conflictului militar dintre Turcia și Rusia (1768-1774), Imperiul Habsburgic (Austria de astăzi) a primit o parte din teritoriul Moldovei, teritoriu cunoscut sub denumirea de Bucovina. După anexarea Bucovinei de către Imperiul Habsburgic în anul 1775, localitatea Bila a făcut parte din Ducatul Bucovinei, guvernat de către austrieci, făcând parte din districtul Cernăuți (în germană Czernowitz). 
După Unirea Bucovinei cu România la 28 noiembrie 1918, satul Bila a făcut parte din componența României, în Plasa Șipenițului a județului Cernăuți. Pe atunci, majoritatea populației era formată din ucraineni.
Ca urmare a Pactului Ribbentrop-Molotov (1939), Bucovina de Nord a fost anexată de către URSS la 28 iunie 1940, reintrând în componența României în perioada 1941-1944. Apoi, Bucovina de Nord a fost reocupată de către URSS în anul 1944 și integrată în componența RSS Ucrainene. 
Începând din anul 1991, satul Bila face parte din raionul Cozmeni al regiunii Cernăuți din cadrul Ucrainei independente. Conform recensământului din 1989, numărul locuitorilor care s-au declarat români plus moldoveni era de 4 (3+1), reprezentând 0,63% din populația comunei . În prezent, satul are 612 locuitori, preponderent ucraineni.

## Demografie
Componența lingvistică a comunei Bila
     Ucraineană (98,37%)
     Rusă (1,14%)
     Alte limbi (0,48%)
Conform recensământului din 2001, majoritatea populației comunei Bila era vorbitoare de ucraineană (98,37%), existând în minoritate și vorbitori de rusă (1,14%).
1989: 632 (recensământ)
2007: 612 (estimare)

### Recensământul din 1930
Componența etnică a comunei Bila (județul Cernăuți)
     Români (2,4%)
     Ruteni (93,15%)
     Polonezi (4,45%)
Componența confesională a comunei Bila
     Ortodocși (86,48%)
     Greco-catolici (9,63%)
     Romano-catolici (3,8%)
Conform recensământului efectuat în 1930, populația comunei Bila se ridica la 530 locuitori. Majoritatea locuitorilor erau ruteni (93,15%), cu o minoritate de români (2,40%) și una de polonezi (4,45%). Din punct de vedere confesional, majoritatea locuitorilor erau ortodocși (86,48%), dar existau și romano-catolici (3,80%) și greco-catolici (9,63%). 